# Duncan Kennedy
Duncan Kennedy (1942, Washington) é um dos juristas responsáveis pelo movimento denominado Critical Legal Studies. É professor na universidade de Harvard, nos EUA, desde 1976, e, desde 1996, Carter Professor of General Jurisprudence.

## Obra
Duncan Kennedy é autor de inúmeras obras, dentre as quais:
- Legal Education and the Reproduction of Hierarchy ("Educação Jurídica e a Reprodução da Hierarquia" em tradução livre)(2004);
- A Critique of Adjudication [fin de siècle] ("Uma Crítica à Solução de Conflitos [fin du siècle]", em tradução livre) (1997);
- Sexy Dressing, etc. (1993);
- Freedom and Constraint in Adjudication: A Critical Phenomenology ("Liberdade e Restrição na Solução de Conflitos: Uma Fenomenologia Crítica", em tradução livre) (1986);
- Form and Substance in Private Law Adjudication ("Forma e Substância na Solução de Conflitos do Direito Privado", em tradução livre) (1976).

## Ligações Externas
- Sítio Pessoal de Duncan Kennedy